# Нижние Тиганы
Ни́жние Тига́ны (тат. Түбән Тигәнәле) — село в Алексеевском районе Республики Татарстан, в составе Среднетиганского сельского поселения.

## История
В «Списке населенных мест по сведениям 1859 года», изданном в 1866 году, населённый пункт упомянут как казённая деревня Нижние Тиганы 2-го стана Спасского уезда Казанской губернии. Располагалась при реке Тиганке, в 70 верстах от уездного города Спасска и в 45 верстах от становой квартиры в казённой деревне Базарные Матаки. В деревне в 178 дворах жили 1161 человек (581 мужчина и 580 женщин). Была мечеть.

## Население
Динамика
По данным переписей, население села увеличивалось со 117 душ мужского пола в 1782 году до 1584 человек в 1920 году. В последующие годы численность населения села уменьшалась и в 2015 году составила 210 человек.
Национальный состав
Согласно результатам переписи 2002 года, в национальной структуре населения села татары составляли 100% из 259 человек.